# Patrycja z Nikomedii
Patrycja z Nikomedii (żyła prawdopodobnie na przełomie II i III wieku) – męczennica chrześcijańska z Nikomedii, święta Kościoła katolickiego.

## Życiorys
Informacje na jej temat pochodzą jedynie z Brewiarza syryjskiego, gdyż żadne inne pasje się nie zachowały. Miała być żoną kapłana Macedoniusza, z którym miała córkę Modestę. Według Brewiarza syryjskiego, wraz z mężem, córką i 20 innymi osobami, poniosła śmierć męczeńską za wiarę, jednak bliższe okoliczności nie są znane.
Zachowała się jedynie dzienna data męczeńskiej śmierci 13 marca, która jest dniem wspomnienia świętej.